# 산타클라라섬

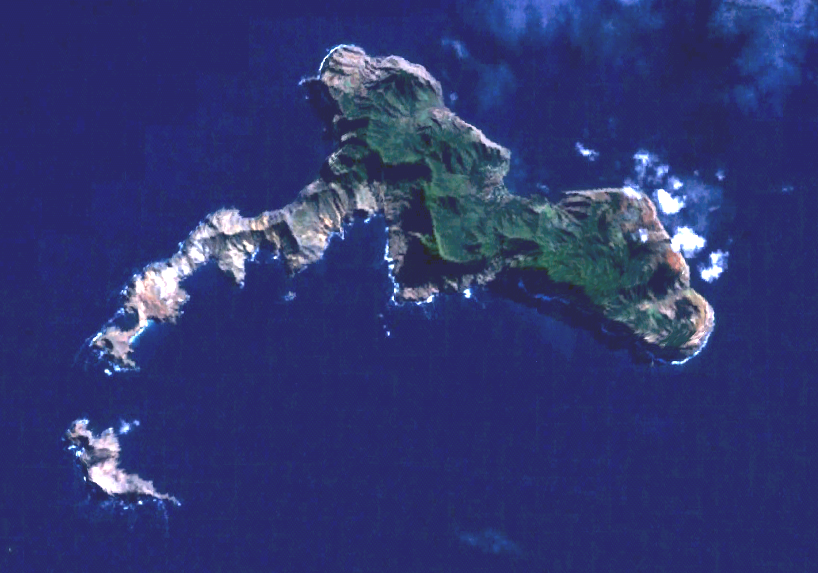

산타클라라섬(Santa Clara Island)은 칠레 후안페르난데스 제도에 속하는 섬이다.
후안 페르난데즈 제도로 알려진 섬 그룹에 있는 로빈슨 크루소 섬 연안의 태평양에 있는 작은 무인도이다. 이 섬은 화산 기원이며 길이가 약 1km(0.6마일)이고 폭이 0.6km(0.4마일)이다. 섬 그룹은 정치적으로 남미 국가 칠레의 일부이며 행정적으로 발파라이소 지역에 할당된다.